# Соціоекономіка
Соціоекономіка (також знана як соціальна економіка) — це суспільна наука, що вивчає як економічна діяльність впливає на соціальні процеси та формується під їх впливом. Загалом вона аналізує як суспільства розвиваються, стагнують чи регресують внаслідок своєї локальної, регіональної чи світової економіки.

## Сутність терміна
Термін «соціоекономіка» часом використовують як узагальнюваний, з кількома використаннями. «Соціальна економіка» може стосуватись у цілому «використання економіки у вивченні суспільства». У вужчому сенсі, сучасне трактування терміна позначає поведінкову взаємодію осіб та груп через соціальний капітал та соціальні «ринки» (в тому числі й асортативні шлюби) та формування соціальних норм. Стосовно останнього, соціальна економіка вивчає стосунок економіки до соціальних цінностей. 
Іншим вживанням терміна «соціальна економіка» є трактування її як «дисципліни, що вивчає взаємовідносини між економічною наукою з одного боку, та соціальної філософії, етики та людської гідності з іншого» задля соціального відновлення та розвитку.

## Основні напрямки
Вплив різних економічних доктрин, наприклад, соціальної та ліберальної, на соціоекономічний стан певної групи людей є також предметом постійних обговорень для різних рівнів суспільства. Попри це, якщо йдеться про економічну свободу, дослідження показують, що загалом тенденції свідчать про те, що в країнах з вищим рівнем економічної свободи не лише вищі показники рівня ВВП на одиницю населення та їх ріст, а й кращі системи охорони здоров'я, освіти, захисту довкілля, а також більша рівність доходів та рівень щастя. Такі тенденції підвищення добробуту шляхом розширення економічних свобод підтверджуються навіть при порівнянні різних територій країн.
У багатьох випадках, соціоекономісти зосереджуються на соціальному впливі певних видів економічних змін. Такими змінами можуть бути: закриття фабрики, ринкові маніпуляції, підписання міжнародних торговельних договорів, нові газові регулювання і т. д. Масштаби впливу таких подій можуть коливатись від місцевих змін у невеликій громаді до змін на суспільному рівні. Прикладами соціоекономічних чинників є впровадження нових технологій на кшталт автомобілів, мобільних телефонів, зміни у законодавстві, у фізичному середовищі (перенаселення міст), екологічні зміни (затяжна посуха, зменшення кількості риби у водоймах). Такі чинники можуть впливати на шаблони споживання, розподіл прибутків та багатства, людську поведінку (в рамках прийняття рішень у придбанні товарів та проведення дозвілля), та на якість життя в цілому.
Метою соціоекономічних досліджень зазвичай є активувати соціоекономічний розвиток шляхом покращень таких метрик, як ВВП, середня тривалість життя, писемність, рівень зайнятості та ін.
Попри складність вимірювання, також розглядають такі фактори, як гідність, свобода об'єднань, особиста безпека, свобода від страху перед фізичною шкодою, та рівень залученості у громадянське суспільство.

## Див.також
- Екологічна економіка
- Зелена економіка
- Віртуальна економіка
- Інформаційна економіка
- Політична економія
- Нейроекономіка
- Поведінкова економіка
- Конституційна економіка
- Цифрова економіка
- Інноваційна економіка
- Економіка знань